# Riederalp
Riederalp är en ort och kommun i distriktet Östlich Raron i kantonen Valais, Schweiz. Kommunen bildades den 1 november 2003 genom sammanslagningen av kommunerna Goppisberg, Greich och Ried-Mörel. Kommunen har 437 invånare (2023).
Kommunens huvudort är Ried-Mörel. Vintersportorten Riederalp har ingen förbindelse med det allmänna vägnätet och kan bara nås med linbana. 